# Jerzy Snopek
Jerzy Snopek (ur. 3 sierpnia 1952 we Wrzącej) – polski historyk literatury i kultury, tłumacz, dyplomata, nauczyciel akademicki i działacz społeczny. Doktor habilitowany nauk humanistycznych. Profesor nadzwyczajny PAN i WWSH. Ambasador RP na Węgrzech (2016–2022).

## Życiorys
Ukończył studia polonistyczne na Uniwersytecie Warszawskim. Tamże się także doktoryzował. 28 czerwca 1993 uzyskał w Instytucie Badań Literackich Polskiej Akademii Nauk stopień doktora habilitowanego nauk humanistycznych w zakresie literaturoznawstwa (specjalność: literaturoznawstwo) na podstawie pracy Prowincja oświecona. Kultura literacka Ziemi Krakowskiej w dobie Oświecenia 1750–1815.
Prowadził wykłady z literatury polskiej na Uniwersytecie im. Loranda Eotvosa w Budapeszcie (1985–1990). Uczestniczył w projektach badawczych mających prowadzić do utworzenia studiów literaturoznawczych na Uniwersytecie Środkowoeuropejskim w Budapeszcie oraz współpracował z Zespołem Badań nad Kulturą Europy Środkowo-Wschodniej. Po powrocie piastował funkcję sekretarza Węgierskiego Instytutu Kultury w Warszawie (1991–1997), a także pracował jako dyrektor naukowy w Instytucie Badań Literackich Polskiej Akademii Nauk (1995–2006) i założył w nim Zespół Europeistyki Literackiej.
Gościnnie wykładał na Katolickim Uniwersytecie Pazmanya w Piliscsaba koło Budapesztu (1997–1998). W 2000 należał do założycieli Fundacji Akademia Humanistyczna, w której później został wiceprezesem zarządu. W 2002 został współzałożycielem Warszawskiej Wyższej Szkoły Humanistycznej im. Bolesława Prusa, w której w ciągu dziesięciu lat wykładał, zajmując stanowiska: profesora nadzwyczajnego, dziekana, a pod koniec prorektora. Od 2002 działał w Fundacji na Rzecz Utrzymania Spuścizny po Stefanie Żeromskim.
28 października 2016 Minister Spraw Zagranicznych Witold Waszczykowski w imieniu Prezydenta RP Andrzeja Dudy wręczył mu nominację na ambasadora Rzeczypospolitej Polskiej na Węgrzech. Stanowisko objął 16 listopada 2016. Odwołany z dniem 31 marca 2022.

## Publikacje
Autor książek na temat kultury polskiej i węgierskiej różnych epok. Opublikował około 400 esejów, recenzji, artykułów i rozpraw. Na Węgrzech wydał m.in. tom polskich podań i legend pt. Śpiący rycerze. Przetłumaczył ponad 20 tomów poezji i prozy węgierskiej oraz Konstytucję Węgier.
Opublikował m.in.:
- Polacy w węgierskiej Wiośnie Ludów 1848–1849 : „Byliśmy z Wami do końca”, István Kovács; przeł. oraz posł. opatrzył Jerzy Snopek, Warszawa 1999
- Węgry – Polska w Europie Środkowej: historia – literatura: księga pamiątkowa ku czci profesora Wacława Felczaka / pod red. Antoniego Cetnarowicza, Csaby G. Kissa, Istvána Kovácsa ; [tł. tekstów węg. Jerzy Snopek], Instytut Historii Uniwersytetu Jagiellońskiego, Kraków 1997
- Węgry: zarys dziejów i kultury, Jerzy Snopek, Warszawa 2002
- Strażnik pamięci w czasach amnezji: Węgrzy o Herbercie, wyboru dokonał Csaba Gy. Kiss ; przełożył, opracował i wstępem opatrzył Jerzy Snopek, Warszawa 2008
- Objawienie i oświecenie: z dziejów libertynizmu w Polsce, Jerzy Snopek, Polska Akademia Nauk. Instytut Badań Literackich, Wrocław 1986

## Odznaczenia i wyróżnienia
- nagroda „Literatury na Świecie” (za najlepszy przekład poetycki roku)[4]
- Nagroda Naukowa im. Aleksandra Brucknera (nagroda Polskiej Akademii Nauk w dziedzinie nauk humanistycznych)[4]
- nominacja do Nagrody im. Hugona Steinhausa za książkę Węgry. Zarys dziejów i kultury[4].
- Krzyż Oficerski Orderu Zasługi Republiki Węgierskiej[4]
- Złoty Krzyż Zasługi Prezydenta Republiki Węgierskiej[4]
- Medal Telekiego (2018)[10]